# Valea Perilor
Valea Perilor – wieś w Rumunii, w okręgu Gorj, w gminie Cătunele. W 2011 roku liczyła 483 mieszkańców.